# Данизи
Данизи (фр. Danizy) насеље је и општина у североисточној Француској у региону Пикардија, у департману Ен (Пикардија) која припада префектури Лаон.
По подацима из 2011. године у општини је живело 580 становника, а густина насељености је износила 129,18 становника/km². Општина се простире на површини од 4,49 km². Налази се на средњој надморској висини од 73 метара (максималној 93 m, а минималној 49 m).

## Демографија
| 1962. | 1968. | 1975. | 1982. | 1990. | 1999. | 2011. |
| ----- | ----- | ----- | ----- | ----- | ----- | ----- |
| 484   | 492   | 586   | 619   | 560   | 560   | 580   |

График промене броја становника у току последњих година